# 東羅基希爾 (新澤西州)
東羅基希爾（英語：East Rocky Hill）是位於美國新澤西州薩默塞特縣的普查規定居民點。

## 人口
根據2020年美國人口普查的數據，東羅基希爾的面積為11.01平方千米，當中陸地面積為10.79平方千米，而水域面積為0.21平方千米。當地共有人口468人，而人口密度為每平方千米42.51人。